# Frederik van Wied (1872-1945)

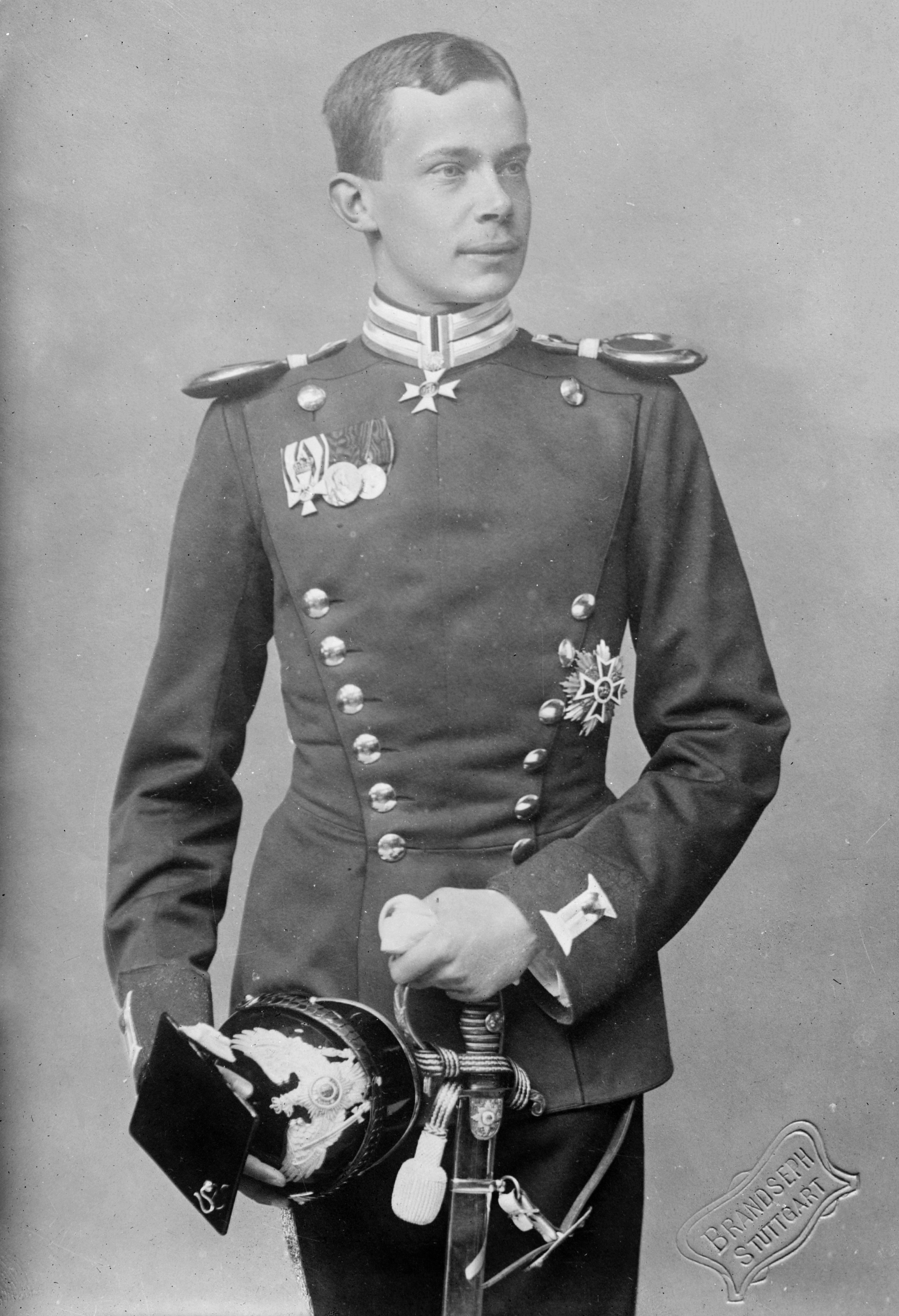
Vorst Frederik van Wied, circa 1910.

Willem Frederik Herman Otto Karel van Wied (Neuwied, 27 juni 1872 - aldaar, 18 juni 1945) was van 1907 tot 1918 de zesde vorst van Wied. Hij behoorde tot het huis Wied.

## Levensloop
Frederik was een zoon van vorst Willem Adolf van Wied uit diens huwelijk met Marie van Oranje-Nassau, dochter van prins Frederik der Nederlanden. Tijdens zijn studies aan de Universiteit van Bonn was hij van 1897 tot 1898 geassocieerd lid van het studentencorps Corps Borussia Bonn. Na de dood van zijn vader was hij van 1907 tot aan de val van het Duitse Keizerrijk in 1918 regerend vorst van Wied.
Frederik van Wied huwde op 29 oktober 1898 in Stuttgart met Pauline, de enige dochter van koning Willem II van Württemberg die haar jeugd overleefde. Hij werd officier à la suite in het dragondersregiment König en diende daarna korte tijd bij de Olga-Dragonders. Na het huwelijk woonde het echtpaar eerst in Potsdam, waar Frederik een regiment leidde, en in 1902 verhuisden ze naar Berlijn. Vanaf 1907 leefden ze in Neuwied, omdat Frederik vorst van Wied geworden was. In 1908 werd hij beschermheer van de Rijnse Schuttersbond, een positie die ook door zijn vader werd uitgeoefend.
Gedurende de Eerste Wereldoorlog diende Frederik onder andere als kolonel in het oppercommando van het Linsingen-legerkorps, dat ingezet werd aan het Oostfront. Op 5 december 1916 werd hij door koning Willem II van Württemberg onderscheiden met het grootkruis van de Württembergse Kroonorde.
Na de val van het Duitse Keizerrijk in 1918 was Frederik enkel nog titelvoerend vorst van Wied. Hij overleed in juni 1945 in Neuwied, waarna zijn titel werd geërfd door zijn kleinzoon Frederik Willem, de zoon van zijn oudste zoon Herman, die in de Tweede Wereldoorlog was gesneuveld.

## Nakomelingen
Frederik en zijn echtgenote Pauline van Württemberg kregen twee zonen:
- Herman (1899-1941), huwde in 1930 met gravin Maria Antonia zu Stolberg-Wernigerode
- Dietrich (1901-1976), huwde in 1928 met gravin Julia Grote